# MSC Diedenbergen
Motor Sport Club Diedenbergen – założony w 1958 niemiecki klub żużlowy.

## Osiągnięcia
- Drużynowe Mistrzostwa Niemiec:
  - 1 miejsce - 10 razy (1985, 1987, 1988, 1990, 1994, 1995, 1996, 1998, 2001 i 2005)
  - 2 miejsce - 5 razy (1989, 1991, 1997, 1999 i 2006)
  - 3 miejsce - 2 razy (1984 i 2003)

- Klubowy Pucharze Europy:
  - 2 miejsce - 1 raz (1999)